# IC 2812
IC 2812 је спирална галаксија у сазвјежђу Лав која се налази на листи објеката дубоког неба у Индекс каталогу.
Деклинација објекта је + 11° 31' 49" а ректасцензија 11h 25m 55,9s. Привидна величина (магнитуда) објекта IC 2812 износи 15,2 а фотографска магнитуда 16,0.